# Mesoraca
Mesoraca ist eine süditalienische Gemeinde (comune) mit 5777 Einwohnern (Stand 31. Dezember 2023) in der Provinz Crotone in Kalabrien. Die Gemeinde liegt etwa 29 Kilometer westlich von Crotone im Sila Piccola. Sie grenzt unmittelbar an die Provinz Catanzaro.

## Geschichte
Als die Gegend im fünften Jahrhundert vor Christus noch von Griechen besiedelt war, wurde der Ort als Mesorachion bezeichnet. Wenig später wurde daraus unter römischer Herrschaft Mesoreacium.
1832 wurde die Gegend durch ein Erdbeben erheblich zerstört.

## Verkehr
Erschlossen wird die Gegend durch die Strada Statale 109(ter) della Piccola Sila.

## Persönlichkeiten
- Zosimus (* 4. Jahrhundert; † 418), Papst (417–418), möglicherweise in Mesoraca geboren

## Gemeindepartnerschaft
Mesoraca unterhält eine inneritalienische Partnerschaft mit der Gemeinde Lavena Ponte Tresa in der Provinz Varese.